# Perlomyia collaris
Perlomyia collaris är en bäcksländeart som beskrevs av Banks 1906. Perlomyia collaris ingår i släktet Perlomyia och familjen smalbäcksländor. Inga underarter finns listade i Catalogue of Life.